# In medias res
In medias res (lat. usred stvari) latinska je izreka. Prevodi se kao u središte radnje, u središte zbivanja, izravno i sl.
Izraz dolazi od Horacijevog djela Ars poetica, u čijem 148. stihu rimski pjesnik hvali narativni stil starogrčkog pjesnika Homera u Ilijadi: "Vodi publiku na početku i bez oklijevanja usred stvari..."[nedostaje izvor]